# دشتبو
دشتبو، یکی از روستاهای شهرستان دامغان در استان سمنان ایران است.
این روستا در دهستان تویه دروار در بخش امیرآباد واقع است. دشت‌بو در ۶۳ کیلومتری جنوب باختری دامغان جای دارد. فاصله این روستا تا جاده دامغان - سمنان (روستای قوشه)، ۲۵ کیلومتر می باشد.
جمعیت روستای دشتبو بر اساس نتایج سرشماری سال ۱۳۸۵، ۷۶ نفر (۳۰ خانوار) بوده‌است.
ارتفاع روستا از سطح دریا ۱٬۸۰۰ متر است.
دشتبو بیشترین باغها را در بین روستاهای دهستان «تویه دروار» دارا است. حرم امامزاده مطهر در این روستا واقع است.
چشمه قلقل از جاذبه های تفریحی خاص این روستا به حساب می آید که هر ساله میزبان هموطنان از اقصی نقاط ایران میباشد.